# مزرعه (نیر)
مزرعه یک روستا در ایران است که در دهستان دورسون خواجه واقع شده‌است. مزرعه ۵۸ نفر جمعیت دارد.